# Tereblia
La Tereblia (du hongrois : Talabor (folyó)  et en ukrainien : Теребля (річка) est une rivière d'Europe centrale et un affluent de la Tisza du bassin du Danube.

## Étymologie

### Ukraine
La rivière conflue avec la Tisza à Bouchtyno.

## Hydrographie
C'est un important affluent de la Tisza.